# Селфи студио
Селфи студиото е нов вид забавление, което става все по-популярно през последните години в цял свят, особено в Хонг Конг. Селфи студията се използват по същия начин, както традиционните фотографски студия, с камери и осветление. Въпреки това, снимките не се правят от професионални фотографи, а от самите клиенти. Използва се Bluetooth дистанционно управление, за да се направят снимките и по този начин целият процес е самостоятелно контролиран. Селфи студията предоставят на клиентите собствена среда, за да изразят себе си на сравнително ниска цена.

## История и развитие
Първото селфи студио, TakaPhotoo, е създадено в Ню Йорк, САЩ, през юни 2009 г. Студиото е с размер само 60 кв. м. с осем стаи за снимки по това време. През 2013 г. студиото започва да работи на франчайз, обхваща и други страни и започва да привлича вниманието на хората.
Селфи студията са създадени в световен мащаб на места като Пекин, Шанхай и Ванкувър. Тенденцията продължава да се разпространява и в Европа. Започват да се появяват в Хонг Конг в края на 2013 г. Около тридесет селфи студия са създадени през последните години и това успешно се превръща в популярна дейност сред младежите.

## Особености
Селфи студиото обикновено се състои от три до четири стаи с различни теми. Всяка стая разполага с различни декори, реквизит и аксесоари, от които клиентите могат да избират. Поставени са професионална камера и два големи екрана за разглеждане и осветяване на снимките като в традиционните студия. Клиентите могат да ползват услугата след като платят малка такса, в зависимост от големината на групата. Обикновено, по-ниски цени са предвидени за по-големи групи. След инструктаж относно работата с апарата започва фотосесия чрез Bluetooth дистанционното управление. Клиентите могат да получат всички снимки, по-късно, като ги изтеглят на USB устройства. След това могат свободно да избират костюмите, които желаят, вариращи от анимационни герои и животни до сватбени рокли и традиционни облекла. Клиентската база се състои предимно от жени, тийнейджъри, семейства, които искат да уловят ценни моменти от живота си.

## Усъвършенстване
С цел да се повиши тяхната конкурентоспособност и да се добави нова стойност към съществуващите клиенти, селфи студията редовно променят темата на стаите, в зависимост от предпочитанията и вкусовете на клиентите. Осигуреяват се нови реквизити и декори. Фестивали и пейзажи от чужди държави са някои от общите теми. Някои студия дори се опитват да подобрят своя бизнес чрез предоставяне на нови услуги, например, отдаване под наем на студиото за партита, предлагат отстъпки и организират селфи състезания.

## Положително и отрицателно въздействие
Клиентите могат да се обличат по какъвто начин им харесва и да правят снимки докато не се почувстват удовлетворени. Ето защо, публикуването на тези снимки в социалните мрежи като Фейсбук и Инстаграм се превърна в широко разпространен феномен. Това поведение, доколкото можем да следим, е изключително често срещано в Хонк Конг. Въпреки това, то може да доведе до различни въздействия.
- Положително

Селфи студиото позволява на клиентите да си правят групови селфита от 2 до 10 души. Превръща соло дейността във възможност хората да се съберат с техните приятели и им позволява да уловят най-добрите моменти от живота.
Също така, селфи студиото осигурява на клиентите „трибуна“ да се изявят и да оценят себе си, като това може да повиши самочувствието им. Качеството на селфи снимките в студия с осветление и професионални апарати е по-добро от тези направени с мобилни телефони. По този начин хората могат да придобият още по-голямо самочувствие като споделят снимките в сайт за социални контакти. Клиентите могат да създават различни снимки като използват реквизита и костюмите. Това не само позволява на клиентите да разгърнат своята креативност, но също така им позволява да изразят своите идеали чрез селфитата.
- Отрицателно

Според проучване, проведено в Лондон, тези, които си правят селфита редовно са склонни да имат ниско самочувствие. С помощта на реквизити, костюми и професионални апарати, клиентите могат да правят колкото си искат снимки докато не заснемат перфектната такава. След това някои хора ще публикуват тези снимки в социалните мрежи, за да получат „харесвания“. В случай на пристрастяване, те винаги ще проверяват броя „харесвания“, получени от снимките след тяхното качване, защото те са хвърлили много услия при избора на снимките. С други думи, те се грижат много за техния успех в привличането на вниманието на приятелите им. Те може да се депресират, ако „харесванията“ не отговарят на техните очаквания и да излязат с изявлението, че не са достатъчно красиви.
Д-р Дейвид Хъгтън, който е водещият автор на изследването във Великобритания, казва, че „хората, с изключение на много близки приятели и роднини, не изглежда да се отнасят добре към тези, които постоянно споделят свои снимки“. Ето защо, да си пристрастен към публикуване на селфита може да навреди на реалните взаимоотношения между хората.